# Vespasiano Correa
Vespasiano Correa est une municipalité brésilienne située dans l'État du Rio Grande do Sul.